# 下博克特

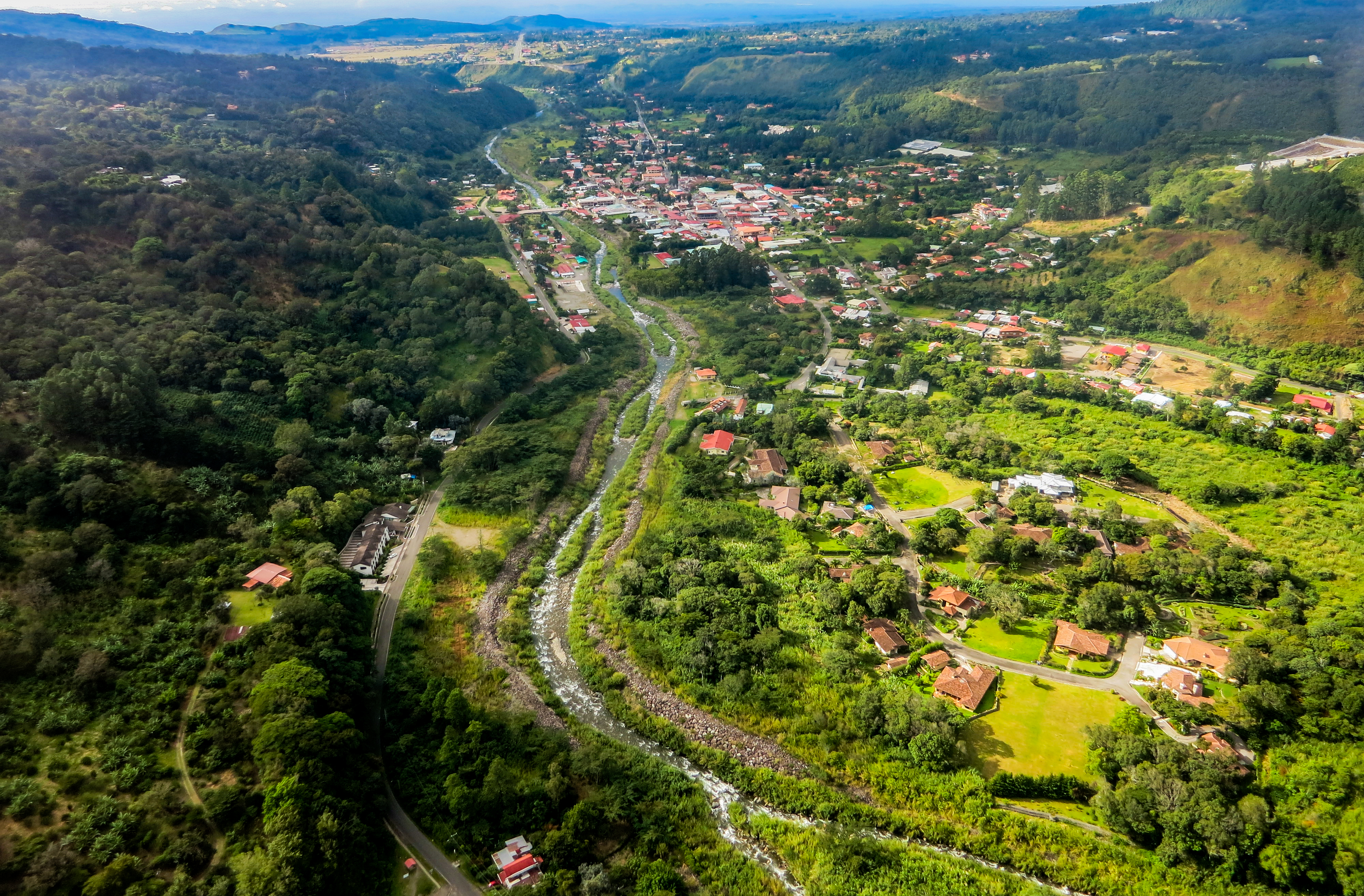
下博克特

下博克特（西班牙語：Bajo Boquete），是巴拿馬的城鎮，位於該國西部，由奇里基省的博克特區負責管轄，面積18.2平方公里，海拔高度1,131米，2010年人口4,493，人口密度每平方公里246.9人。
2014年該地山區發生克莉絲·克里莫斯與莉莎娜·福倫死亡案，兩名荷蘭女孩健行時不幸身亡。